# Chipping Campden
Chipping Campden è un villaggio di 2 206 abitanti del Gloucestershire, in Inghilterra.